# 1000 Forms of Fear
1000 Forms of Fear er det sjette studiealbum af den australske singer-songwriter Sia Furler, udgivet 4. juli 2014 i Australien, 6. juli i Storbritannien og 8. juli i USA.  "Chandelier", udgivet i marts 2014 fungerede som albummets første single. Den 2. juni 2014 blev sangen "Eye of the Needle" gjort tilgængelig for download med forudbestillinger af albummet på iTunes Store. Den 26. juni 2014 blev sangen "Big Girls Cry" også stillet til rådighed for digital download.
Albummet modtog positive anmeldelser fra musikkritikere, hvor mange kritikere roser albummets mørkere humør, samt produktion og Sias vokal og sangskrivning. Dette album blev hendes første som nummer et album i USA og i sin første uge solgte den mere end 52.000 eksemplarer. Det debuterede også som nummer 1 i Canada og Australien og som nummer 4 i New Zealand. Fra september 2014 har albummet solgt 310.000 eksemplarer på verdensplan.1000 Forms of Fear blev produceret af Furlers mangeårige samarbejdspartner Greg Kurstin. Diplo var med til at producere "Elastic Heart", og Jesse Shatkin var med til at producere "Chandelier".

## Baggrund
1000 Forms of Fear er Sia første album i fire år. Sangeren femte studiealbum, We Are Born, blev udgivet i juni 2010 og var hendes mest succesfulde album på det tidspunkt, var på hitlister i flere lande, herunder Frankrig, Storbritannien, Tyskland, Holland, Canada og USA. Det markerede også Sias første top-ti albumudgivelse i sit hjemland, og nåede op som nummer to på den australske albumhitliste. Albummet var en succes i USA med en debut som nummer 37 på Billboard 200.
Men Furler havde det skidt med udsigten til at blive berømt, nægtede at lave salgsfremmende optrædener, og blev afhængig af alkohol og narkotika. I 2010 planlagde hun, at begå selvmord ved en overdosis af narkotika, men blev stoppet af en ven, og begyndte en tolv-trins program. Hun skiftede også hendes manager, og fokuserede på at skrive sange til andre kunstnere.
Fra 2011 til 2013 skrev Sia flere populære singler, herunder "Wild Ones" af Flo Rida, David Guettas "Titanium", "Diamonds" af Rihanna , "Perfume" af Britney Spears og Beyoncés "Pretty Hurts", som efterfølgende forhøjede Sias profil som sanger og sangskriver. Den 1. oktober 2013 blev "Elastic Heart" udgivet, som en single fra albummet The Hunger Games: Catching Fire – Original Motion Picture Soundtrack, og har været på hitlister i flere lande. I New Zealand blev singlen certificeret guld.
I september 2013 Sia optog vokalspor i hendes hjemmestudie, med håb om at udgive et nyt album det følgende forår. I slutningen af 2013 mødtes repræsentanter et team fra RCA Records med selskabets CEO Peter Edge og Sia for at drøfte en pladekontrakt. Til sidst, underskrev sangeren en kontrakt, der fastsætter, at hun ikke behøver at turnere eller optræde for at fremme albummet.

## Promotion
I et interview med magasinet Dazed, forklarede Sia, at hun havde besluttet ikke at vise sit ansigt i videoer og presseskud i kampagnen for 1000 Forms of Fear, og fokuseret på at skabe billedkunst gennem hendes videoer i stedet. Albummets første single "Chandelier", med tilhørende video blev genskabt i løbet af en live-optræden af sangen på The Ellen DeGeneres Show den 19. maj 2014 med Maddie Ziegler som danser foran publikum og Furler vendt mod væggen.
| Citat      | Jeg har allerede en meget større koncept for dette album, og hvor jeg har tænkt mig at præsentere det, og det var: Jeg ønsker ikke at være berømt. Hvis Amy Winehouse var en beehive, så gætter jeg, at jeg er en blond bob (frisure). Jeg tænkte "godt, hvis det er min helt, hvordan kan jeg undgå at skulle bruge mit ansigt til at sælge noget, så min hensigt var at skabe en blondine bob brand. Gennem hele denne ting, vil jeg sætte en anden person i en blond bob og enten de lip-synch mens jeg laver en live-optræden eller de udfører en dans eller gøre nogle form for optrædener, mens jeg har min tilbage, til publikum, som med Ellen. | Citat |
| Sia Furler | |       |

Sia fortsatte denne form for markedsføring på Late Night with Seth Meyers ved at have Lena Dunham udføre en fortolkende dans i en blond bob mens Sia udført liggende med forsiden nedad i en seng på scenen. Den 19. juni 2014 Sia optrådt på The Howard Stern Show.

### Singler
"Chandelier" blev udgivet for digital download på iTunes Store den 17. marts 2014 som albummets første single.Den 6. maj 2014 udgav sangeren en musikvideo til sangen, og byder på den 11-årige danser Maddie Ziegler i en blonde paryk.
"Chandelier" fik overvejende positive anmeldelser fra musikkritikere og var en kommerciel succes. Det toppede som nummer 8 på den amerikanske Billboard Hot 100, bliver den første single fra Sia, som skal vises på hitlisten, som en ledende kunstner. "Chandelier" var en succes i Australien og Europa, hvor den topper inden for top fem af nationale hitlister herunder: Flandern og Frankrig (nummer et), Australien og Norge (nummer to), New Zealand (nummer tre), Skotland (nummer fire), Storbritannien (nummer seks), og Slovakiet (nummer fem). Singlen blev certificeret tredobbelt platin af Australian Recording Industry Association (ARIA) og guld af Recorded Music NZ (RMNZ). "Eye of the Needle" og "Big Girls Cry" blev begge udgivet som salgsfremmende singler, og kom på hitlisten som nummer 36 i Australien; sidstnævnte nåede senere nummer 18 i Frankrig.
En alternativ version af "Elastic Heart", som bød på et samarbejde med The Weeknd, blev udgivet som den anden single for The Hunger Games: Catching Fire soundtrack. Sangen, udgivet i oktober 2013 kom på hitlisterne i Australien, Belgien, Storbritannien og New Zealand. Under et interview til NRJ, meddelte Sia, at "Elastic Heart" vil blive genudgivet på radiostationer, som albummets anden single på verdensplan, mens "Big Girls Cry" kun vil blive udgivet i Frankrig , med en musikvideo.

## Kritisk modtagelse
1000 Forms of Fear modtog overvejende positive anmeldelser fra musikkritikere. Det har i øjeblikket en score på 76 ud af 100 på Metacritic, som angiver "generelt gode anmeldelser", baseret på 28 kritikere, og på AnyDecentMusic? har den en score på 7,1/10, baseret på 30 kritiske anmeldelser.

## Trackliste
| 1.    | "Chandelier"             | Sia Furler, Jesse Shatkin       | Shatkin, Greg Kurstin | 3:37 |
| 2.    | "Big Girls Cry"          | Furler, Christopher Braide      | Kurstin Braide        | 3:32 |
| 3.    | "Burn the Pages"         | Furler, Kurstin                 | Kurstin               | 3:16 |
| 4.    | "Eye of the Needle"      | Furler, Braide                  | Kurstin               | 4:10 |
| 5.    | "Hostage"                | Furler, Nick Valensi            | Kurstin               | 2:56 |
| 6.    | "Straight for the Knife" | Furler, Justin Parker           | Kurstin               | 3:32 |
| 7.    | "Fair Game"              | Furler, Kurstin                 | Kurstin               | 3:52 |
| 8.    | "Elastic Heart"          | Furler, Thomas Pentz            | Diplo, Kurstin        | 4:18 |
| 9.    | "Free the Animal"        | Furler, Kurstin, Jasper Leak    | Kurstin               | 4:25 |
| 10.   | "Fire Meet Gasoline"     | Furler, Sam Dixon, Kurstin      | Kurstin               | 4:02 |
| 11.   | "Cellophane"             | Furler, Kurstin                 | Kurstin               | 4:26 |
| 12.   | "Dressed in Black"       | Furler, Kurstin, Grant Michaels | Kurstin               | 6:41 |
| 48:41 |                          |                                 |                       |      |

## Hitlister
| Hitliste (2014)                | Top position |
| ------------------------------ | ------------ |
| Australien (ARIA)              | 1            |
| Belgien (Ultratop Flanderen)   | 34           |
| Belgien (Ultratop Vallonien)   | 10           |
| Canadiske Albummer (Billboard) | 1            |
| Danmark (Album Top-40)         | 5            |
| Holland (Album Top 100)        | 22           |
| Finland (Musiikkituottajat)    | 9            |
| Frankrig (SNEP)                | 8            |
| Tyskland (Media Control)       | 30           |
| Irland (IRMA)                  | 19           |
| Italien (FIMI)                 | 53           |
| New Zealand (RIANZ)            | 4            |
| Norge (VG-lista)               | 2            |
| Polen (ZPAV)                   | 14           |
| Spanien (PROMUSICAE)           | 30           |
| Sverige (Sverigetopplistan)    | 25           |
| Schweiz (Schweizer Hitparade)  | 4            |
| Storbritannien (OCC)           | 11           |
| US Billboard 200               | 1            |